# 特雷斯灣 (印地安納州)
特雷斯灣（英語：Terrace Bay）是位於美國印地安納州卡洛爾縣的一個非建制地區。該地的面積和人口皆未知。

## 地理
特雷斯灣的座標為40°42′54″N 86°44′46″W / 40.71500°N 86.74611°W，而該地的平均海拔高度為205米（即673英尺）。